# Modulation (Musik)
In der Musiktheorie bezeichnet das Wort Modulation den vorbereiteten Übergang von einer Ausgangstonart in eine andere Grundtonart und damit auch den Übergang zu einem neuen tonalen Zentrum (Tonika). Wird die Zieltonart durch eine Kadenz befestigt, so spricht man von einer echten Modulation. Eine Modulation, die ohne abschließende Kadenz auftritt und nicht aus der ursprünglichen Tonart herausführt, wird als Ausweichung bezeichnet. Geschieht der Tonartwechsel ohne vorbereitende oder überleitende Schritte, so spricht man von einer Rückung.
Eine Reihe von unmittelbar hintereinander stattfindenden Modulationen – mit oder ohne Festigung temporärer tonaler Zentren – nennt man eine Modulationskette.
Die Modulation gilt als eines der wichtigsten Handwerkszeuge bei der Komposition tonaler Musik.
Modulationen erkennt man notationstechnisch am Auftreten der für die Zieltonart nötigen Versetzungszeichen (Akzidenzien) im Verlauf des Musikstücks. Bei einem längerdauernden Tonartwechsel werden üblicherweise in der Nähe der Modulation auch die Vorzeichen geändert, direkt davor wird in der Regel ein Doppelstrich gesetzt.

## Modulationstechniken
Folgende Modulationstechniken werden unterschieden:
- Diatonische Modulation
- Chromatische Modulation
- Enharmonische Modulation
- Modulation durch Sequenz
- Tonzentrale Einführung

Sämtliche unten angegebenen Beispiele dienen jedoch nur als Material und Mittel für den Kompositionsprozess, der nicht zwangsläufig von diesen Regeln gelenkt werden muss.  Sie bereitet den Zuhörer auf den nächsten Teil des Stückes vor. Die deutlich voneinander abgesetzte Kombination mehrerer Modulationstechniken ist ebenso möglich wie ein allmählicher Übergang.
Zunächst wird die Ausgangstonart gefestigt. Dies kann durch eine Kadenz oder einfache Dominant-Tonika-Verbindungen geschehen. Es folgt der eigentliche Modulationsschritt, der Übergang zur Zieltonart. Schließlich wird die Zieltonart bestätigt, wenn es sich um eine echte Modulation handelt.

### Diatonische Modulation
Bei der diatonischen Modulation macht man sich die Tatsache zunutze, dass verschiedene Tonarten gemeinsame Dreiklänge haben. Diese Dreiklänge werden als Vermittler zwischen den Tonarten herangezogen.

#### 1. Beispiel: Von D-Dur nach A-Dur (Dominantmodulation)
Hier erklingt zunächst eine D-Dur-Kadenz mit den Funktionen Tonika-Dominante-Tonika. Die Dominante von D-Dur im zweiten Takt wird umgedeutet als Tonika von A-Dur. Diese Tonart wird dann gefestigt durch die A-Dur-Kadenz Tonika-Subdominante-Dominante-Tonika. Der Satz könnte nun in A-Dur weitergeführt werden oder zu weiteren Modulationen fortschreiten; hier kehrt er nach der Pause mit der D-Dur-Kadenz Tonika-Subdominante-Dominante-Tonika zur Ausgangstonart zurück.
Diese Dominantmodulation ist die häufigste aller Modulationen. Sie ist als eine Form der Ausweichung so häufig, dass die Dominante der Dominante als Doppeldominante oder kurz DD bezeichnet wird. Damit können die Funktionen der Akkorde im Beispiel auch folgendermaßen beschrieben werden:
D-Dur: T D T | D T DD | D   | T S D | T

#### 2. Beispiel: Von F-Dur nach a-Moll (Tonikaparallele)
Hier erklingt zunächst ein F-Dur-Akkord (diese Tonart könnte man noch durch eine Kadenz T-S-D-T festigen, was hier aber nicht ausgeführt ist). Der zweite Akkord D-F-A-D ist die Tonikaparallele Tp von F-Dur, er wird im Folgenden umgedeutet zur Subdominante von a-Moll. Der d-Moll-Dreiklang lässt sich daher als Modulator zwischen F-Dur und a-Moll verwenden. Der Funktionswechsel dieses Dreiklangs wird für den Zuhörer erst im Nachhinein plausibel, wenn ihm eine Kadenz oder wenigstens eine Dominant-Tonika-Verbindung in der Zieltonart a-Moll nachfolgt.

### Enharmonische Modulation
Bei der enharmonischen Modulation findet eine harmonische Umdeutung statt, indem Noten eines Klanges enharmonisch verwechselt werden, wodurch sich die Auflösungstendenzen des Akkordes verändern. Häufig wird hierfür der verminderte Septakkord eingesetzt, da dieser sich vielfältig umdeuten lässt. Auch der gewöhnliche Dominantseptakkord auf der 5. Skalenstufe wird gerne zur enharmonischen Modulation benutzt, indem er z. B. zum (klangtechnisch identischen, aber von den Auflösungstendenzen unterschiedlichen) übermäßigen Quintsextakkord umgedeutet wird.

#### Beispiel
Hier wird die enharmonische Modulation anhand des verminderten Septakkordes auf der 7. Skalenstufe bzw. verkürzten Dominantseptakkord (verkürzt = ohne Akkordgrundton) mit kleiner None, der D7 9− (das durchgestrichene D soll anzeigen, dass der Grundton fehlt) erklärt. Anders als bei der diatonischen Modulation wird dieser Akkord hier nicht funktional umgedeutet, sondern bleibt stets Dominante. Jedoch lassen sich seine Töne so umdeuten, dass er zur Dominante einer anderen Tonart wird: Die Dominante in C-Dur wird umgedeutet in eine Dominante in A-Dur.

#### Ausführlichere Erklärung
Ausgangspunkt ist eine gewöhnliche T-D7-T-Verbindung (in Stufen: I-V-I, und konkret in unserer Beispieltonart C-Dur die Akkorde C-G7-C:):
Der Dominantseptakkord (D7) in der Tonart C-Dur besteht aus:
- G (Akkordgrundton)
- H (Terz)
- D (Quinte)
- F (Septime)

Hier ist der D7 aus Gründen der Stimmführung als Terzquartakkord angeordnet; am Tonmaterial des Dominantklangs ändert sich also nichts, es bleibt bei der nicht umdeutbaren Funktion: Dominante zu C. Eine Hochalteration mit darauffolgender enharmonischer Umdeutung des Grundtons g zur kleinen None as macht jedoch aus dem D7 einen D7 9−, der auch unter den Bezeichnungen Dv (v von „vermindert“) sowie ganzverminderter Septakkord bekannt ist und die Fähigkeit besitzt, als Dominante von vier verschiedenen Tonarten auftreten zu können (siehe weiter unten). Nach dieser Maßnahme hat man es – ganz unabhängig davon, ob man diesen Klang tatsächlich zur Modulation einsetzen möchte oder nicht – zunächst einmal mit einer Dominante zu tun, die etwas schärfer, zwingender und „dramatischer“ klingt als der gewöhnliche D7:
- D (Quinte)
- F (Septime)
- As (kleine None, anstelle des Akkordgrundtons G)
- H (Terz)

Ein Dominantseptakkord D7 tendiert zur Auflösung in die Tonika. Während die Septime des D7 Auflösungsbestrebungen um einen Halbtonschritt nach unten, auf die Terz des Tonikadreiklangs (hier: von F nach E) zeigt, strebt die Terz des D7 als Leitton um einen Halbtonschritt nach oben, auf den Grundton der Tonart (hier: von H nach C). Die Frage, warum der D7 9− noch spannungsreicher klingt als der gewöhnliche D7, lässt sich so beantworten: Mit der kleinen None ist der Tritonusgehalt auf 2 angestiegen, und auch dieser Ton strebt in eine bestimmte Richtung, nämlich um einen Halbton nach unten auf die Quinte des Tonikadreiklangs (hier: von As nach G).
Der Grund dafür, dass der D7 9− als Dominante von vier verschiedenen Tonikadreiklängen dienen kann, liegt darin, dass der Abstand zwischen einem beliebigen Akkordton und dessen Nachbarn immer gleich einer kleinen Terz ist.
Daher können die Akkordtöne ihre Rollen tauschen, ohne den Akkord seines dominantischen Charakters zu berauben. Jeder Akkordton kann kleine None, Terz, Quinte oder Septime sein. Ein solcher Rollentausch bewirkt auch eine Veränderung der Zieltonart – also genau das, was eine Modulation leisten soll.
In gleichstufiger Stimmung:

In reiner Stimmung:

In diesem Beispiel wird die Dominante von C-Dur, repräsentiert vom D7 9−, zur Dominante von A-Dur umgedeutet. Zunächst besteht sie aus den Tönen
- D (Quinte)
- F (Septime)
- As (kleine None, anstelle des Akkordgrundtons G)
- H (Terz)

die sich auch nicht ändern. Sie spielen nach ihrer Umdeutung jedoch andere Rollen und werden nun auch teils anders bezeichnet:
- D (Septime)
- F (kleine None, anstelle des Akkordgrundtons E)
- Gis (Terz, das ehemalige As)
- H (Quinte)

Besonderes Augenmerk verdient hier der Ton As/Gis: Als As, als kleine None über G, zeigte er Auflösungsbestrebungen hinunter zum G hin, zur Quinte der Tonika von C-Dur. Als Gis, als Terz über E, wirkt er hingegen als Leitton, der zum Grundton der neuen Tonika (A-Dur-Dreiklang) tendiert.
Die enharmonische Modulation ist eine sehr elegante Methode, die Tonart schnell zu wechseln. In folgendem Beispiel wechselt die Tonart des Weihnachtsliedes „O du fröhliche“ mittels D7 9− von Es-Dur nach D-Dur. Mit einem Schlag ist die Entfernung von immerhin 5 Quintschritten überbrückt:
Hier wird der umgedeutete Akkord jedoch nicht als direkte Dominante zur gewünschten Zieltonart D-Dur verwendet, sondern als Doppeldominante (also als Dominante der Dominante zur eigentlichen Zieltonart D-Dur).

### Chromatische Modulation
Bei der Chromatischen Modulation  werden Stammtöne alteriert, um schrittweise Stammtöne der Zieltonart zu erreichen. Oft handelt es sich bei den alterierten Tönen um Leittöne. So auch hier:
Dieses Beispiel zeigt eine chromatische Modulation von C-Dur nach a-Moll. Zu Beginn steht eine gewöhnliche Kadenz in C-Dur (allein nur um zu verdeutlichen, dass wir uns zunächst in C-Dur befinden). Nachdem die Tonika wieder erreicht ist, erscheint sie ein zweites Mal, nun aber nicht mehr mit Quinte G, sondern mit Quinte Gis. Das ist nur eine kleine Änderung, jedoch mit großer Wirkung: das gis wirkt als Leitton und strebt zum A. Einer sofortigen Kadenzierung in Richtung a-Moll steht daher nichts mehr im Wege. Eine zweite Kadenz (blaue Farbe) festigt und bestätigt die neue Tonart a-Moll.
Ein weiteres Beispiel soll zeigen, dass die chromatische Modulation auch ohne Leittonwirkung funktioniert. Ausgangstonart ist a-Moll, Zieltonart ist g-Moll:
Auch hier stellt zunächst eine Kadenz die Ausgangstonart sicher. Sodann erscheint die Tonika zweimal, einmal normal und dann mit tiefalterierter Quinte: aus e wird es. Dieser Klang ließe sich gleich mehrfach deuten, wir aber nehmen ihn als Subdominante mit hinzugefügter Sexte (C-Es-G-A, wobei das G fehlt) und führen ihn zur Tonika der Zieltonart (erscheint aus stimmführungstechnischen Gründen mit Terz im Bass). Die anschließende Kadenz führt endgültig auf g-Moll hin, eine zusätzliche Kadenz (in blauer Farbe) festigt die neue Tonart g-Moll.

### Modulation durch Sequenz
Vor allem in barocken Stücken findet man Modulationen, die durch tonale Quintfallsequenzen erreicht werden. Nach der Reihenfolge der Tonarten im Quintenzirkel werden während der Sequenz die charakterisierenden Vorzeichen einer Tonart verändert. Ausgehend von der Tonart C-Dur (ohne Vorzeichen) wird auf dem Weg zu A-Dur (drei Kreuze) zuerst das Fis, danach das Cis, danach Gis hinzugefügt. Ebenso geschieht das mit der Tonart Es-Dur, die drei B als Vorzeichen verwendet: Zuerst wird das B zugefügt, danach das Es, danach das As.
Will man von einer Kreuztonart in eine B-Tonart modulieren, werden zuerst die Kreuze nach und nach abgebaut, danach in der üblichen Reihenfolge die Bs ergänzt. Von G-Dur aus nach Es-Dur wäre also zuerst das Fis zum F zu machen, danach das H zum B, danach das E zum Es, danach das A zum As.
Bei der Modulation durch Sequenz ist zu beachten, dass vor allem in den Molltonarten eine Kadenz vor und nach dem Modulationsvorgang zur akustischen Verdeutlichung der Ausgangs- und Zieltonart nötig ist. Außerdem kann die Modulation in weiter entferntere Tonarten durchaus mehr Zeit in Anspruch nehmen, als es für die Komposition gut ist. Theoretisch kann man auf diese Weise durch den ganzen Quintenzirkel modulieren, immer eine Tonart nach der anderen, praktisch ist diese Möglichkeit durch Tastatur u. ä. begrenzt.

### Tonzentrale Einführung
Als ein weiteres besonders einfaches Mittel vom Wechsel zwischen zwei Tonarten gilt die tonzentrale Einführung einer neuen Tonart. Dabei wird ein Ton aus dem Akkord der Ausgangstonart gehalten oder stetig wiederholt, um danach als Ton innerhalb eines neuen Akkordes zu erscheinen. Dabei kann der neue Akkord auch einen sehr weiten Abstand zum Akkord der Ausgangstonart haben, denn durch das Fehlen jeglicher anderer Bezugstöne ist die vorige Tonart vorübergehend aufgehoben. Musikalisch findet man vor solchen Stellen manchmal ein ritardando, um den Eintritt der neuen Tonart umso deutlicher zu machen.
Die Zieltonart muss nach der Modulation durch eine Kadenz mit charakteristischen Kon- und Dissonanzen gefestigt werden.
In diesem Beispiel bestimmt der Ton g das Geschehen: Im Sopran wird er in gleichmäßigem Rhythmus (stets Achtelnoten) stetig wiederholt, im Bass erscheint ebenfalls ausschließlich G, hier jedoch mit einem sich stetig wiederholenden rhythmischen Motiv (punktierte Viertel – Achtel – Viertel). Das g in den Außenstimmen wirkt wie eine Leinwand, auf die das harmonische Geschehen aufgetragen wird. G ist der „rote Faden“ in einer zusammenhanglosen Folge von Akkorden (Entfernung g-Moll – e-Moll: 3 Quintschritte; Entfernung e-Moll – Es-Dur: 4 Quintschritte; Entfernung Es-Dur – C-Dur: 3 Quintschritte).

## Modulation in der Melodieführung
Bei vielen Volksliedern oder Chorälen wird schon durch die Melodieführung eine Modulation vorgegeben. Beispiel:

Die Modulationsbeschreibung hier ist nur ein Beispiel, welche Modulation erwartet werden kann. Im mehrstimmigen Satz hat ein Komponist viele Möglichkeiten, die Harmonien zu deuten.